# Wolfgang Michalka

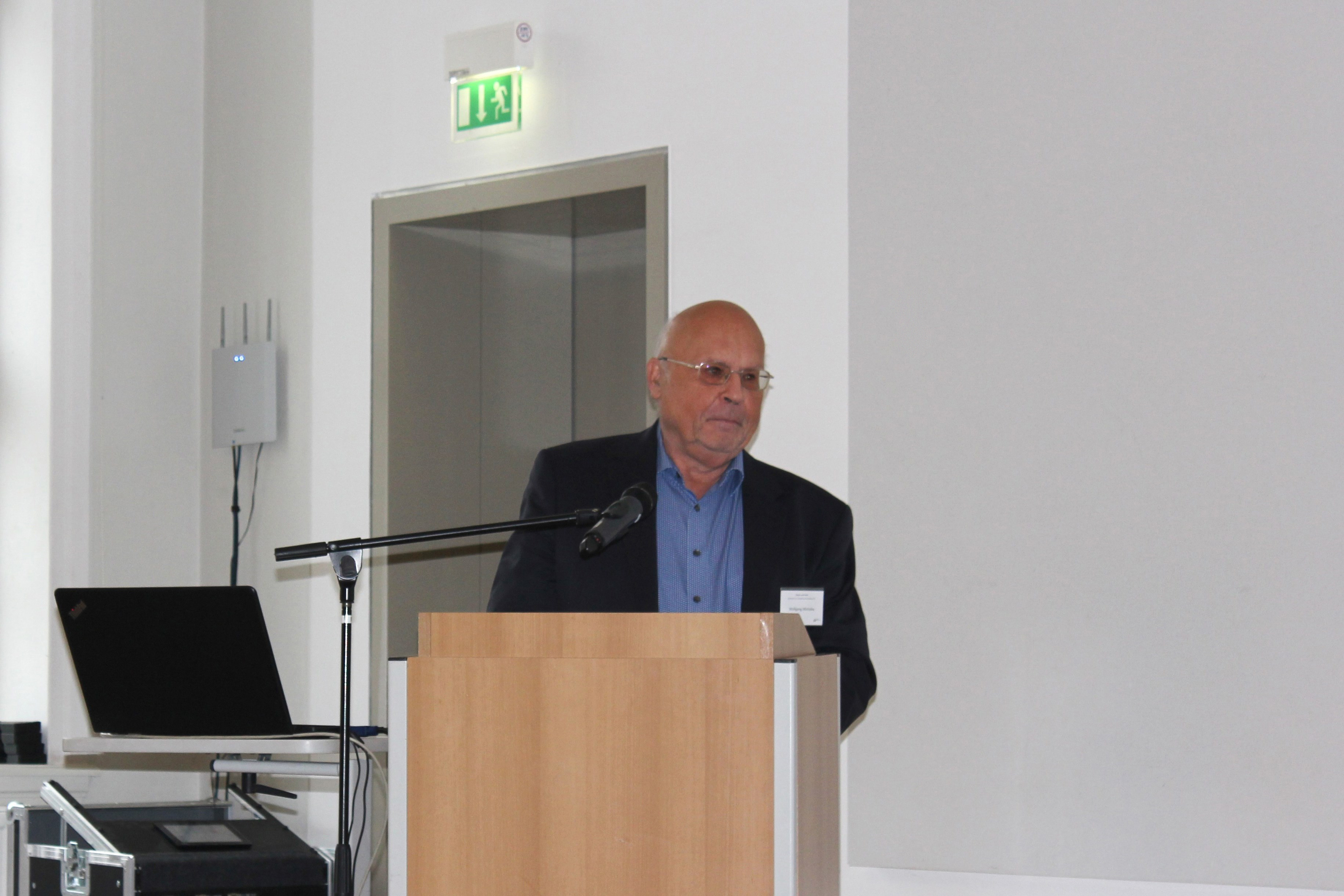
Wolfgang Michalka beim Liberalismus-Kolloquium des Archivs des Liberalismus, Jena 2018

Wolfgang Michalka (* 8. August 1943 in Freudenthal, Reichsgau Sudetenland) ist ein deutscher Zeithistoriker. Von 1997 bis 2006 war er Leiter der Erinnerungsstätte für die Freiheitsbewegungen in der deutschen Geschichte im Schloss Rastatt.

## Leben
Michalka wurde in Schlesien geboren. Nach dem Abitur 1963 legte er die Lehramtsprüfung ab und war zunächst als Lehrer tätig. Von 1970 bis 1977 war er Wissenschaftlicher Mitarbeiter am Historischen Seminar der Universität Mannheim. 1976 wurde er bei Manfred Schlenke an der Fakultät für Geschichte und Geographie mit der Dissertation Joachim von Ribbentrop und die deutsche Englandpolitik zum Dr. phil. promoviert. Danach war er Wissenschaftlicher Mitarbeiter an der Universität Frankfurt am Main. Von 1979 bis 1986 war er Wissenschaftlicher Mitarbeiter bzw. Hochschulassistent an der Technischen Hochschule Darmstadt. Als Jean-Monnet-Fellow ging er 1986/87 nach Italien an die Universität Florenz.
Von 1988 bis 1997 war Michalka Schriftleiter beim Militärgeschichtlichen Forschungsamt (MGFA) in Freiburg im Breisgau und Potsdam. Von 1997 bis 2006 war er Leiter der Erinnerungsstätte für die Freiheitsbewegungen in der deutschen Geschichte (Außenstelle des Bundesarchivs) im Schloss Rastatt. 2001 wurde er Honorarprofessor am Institut für Geschichte der Universität Karlsruhe. Sein Forschungsschwerpunkt ist die Zeitgeschichte, insbesondere die beiden Weltkriege und die deutsche Außenpolitik im 20. Jahrhundert.
Er war u. a. Mitherausgeber der Beihefte zur Zeitschrift Neue Politische Literatur im Franz Steiner Verlag.

## Schriften (Auswahl)
- (Hrsg.): Nationalsozialistische Außenpolitik (= Wege der Forschung. Band 297). Wissenschaftliche Buchgesellschaft, Darmstadt 1978, ISBN 3-534-07245-6.
- Ribbentrop und die deutsche Weltpolitik, 1933–1940. Außenpolitische Konzeptionen und Entscheidungsprozesse im Dritten Reich (= Veröffentlichungen des Historischen Instituts der Universität Mannheim. Band 5). Fink, München 1980, ISBN 3-7705-1400-9.
- (Hrsg. mit Gottfried Niedhart): Die ungeliebte Republik. Dokumentation zur Innen- und Außenpolitik Weimars 1918–1933. Deutscher Taschenbuch-Verlag, München 1980, ISBN 3-423-02918-8. (4. Auflage 1986; üb. Neuausgaben: Deutsche Geschichte 1918–1933. Dokumente zur Innen- und Außenpolitik, Fischer Taschenbuch, Frankfurt am Main 1992/2002).
- (Hrsg. mit Marshall M. Lee): Gustav Stresemann (= Wege der Forschung. Band 539). Wissenschaftliche Buchgesellschaft, Darmstadt 1982, ISBN 3-534-07735-0.
- Die nationalsozialistische Machtergreifung. Schöningh (UTB), Paderborn [u. a.] 1984, ISBN 3-506-99374-7.
- (Hrsg.): Das Dritte Reich. Dokumente zur Innen- und Außenpolitik. 2 Bände, Deutscher Taschenbuch-Verlag, München 1985.

- Band 1: „Volksgemeinschaft“ und Großmachtpolitik, 1933–1939, ISBN 3-423-02925-0.
- Band 2: Weltmachtanspruch und nationaler Zusammenbruch, 1939–1945, ISBN 3-423-02926-9.

- mit Marshall M. Lee: German foreign policy, 1917–1933. Continuity or break? Berg, Leamington / Spa [u. a.] 1987, ISBN 0-907582-52-4.
- Der Zweite Weltkrieg. Analysen, Grundzüge, Forschungsbilanz. Im Auftrag des Militärgeschichtlichen Forschungsamtes, Piper, München [u. a.] 1989, ISBN 3-492-10811-3 (2. Auflage 1990).
- Der Erste Weltkrieg. Wirkung, Wahrnehmung, Analyse. Im Auftrag des Militärgeschichtlichen Forschungsamtes, Piper, München [u. a.] 1994, ISBN 3-492-11927-1.
- (Hrsg.): Deutsche Geschichte 1933–1945: Dokumente zur Innen- und Außenpolitik. Fischer-Taschenbuch-Verlag, Frankfurt am Main 1999, ISBN 3-596-15579-7; Fischer-Taschenbuch-Verlag Frankfurt am Main 2002.
- (Hrsg. mit Gottfried Niedhart): Deutsche Geschichte 1918–1933: Dokumente zur Innen- und Außenpolitik. Fischer-Taschenbuch-Verlag, Frankfurt am Main 2002, ISBN 978-3-596-15578-1.
- Matthias Erzberger. „Reichsminister in Deutschlands schwerster Zeit“. Essays zur Ausstellung. Eine Ausstellung von Günter Randecker und dem Bundesarchiv, Erinnerungsstätte für die Freiheitsbewegungen in der deutschen Geschichte, Rastatt. Im Auftrag des Bundesarchivs, Verlag für Berlin-Brandenburg, Potsdam 2002, ISBN 3-935035-32-2.
- (Hrsg. mit Martin Vogt): Judenemanzipation und Antisemitismus in Deutschland im 19. und 20. Jahrhundert. Ein Tagungsband (= Bibliothek europäischer Freiheitsbewegungen. Band 3). Edition Isele, Eggingen 2003, ISBN 3-86142-217-4.
- (Hrsg. mit Erardo Cristoforo Rautenberg, Konrad Vanja, unter Mitarbeit von Gerhard Weiduschat): Polenbegeisterung. Ein Beitrag im „Deutsch-Polnischen Jahr 2005/2006“ zur Wanderausstellung „Frühling im Herbst. Vom polnischen November zum Deutschen Mai. Das Europa der Nationen 1830–1832“. Kupfergraben Verlagsgesellschaft, Berlin 2005, ISBN 3-89181-075-X.
- (Bearb. mit Martina Jesse): „Für Freiheit und Fortschritt gab ich alles hin“. Robert Blum (1807–1848). Visionär, Demokrat, Revolutionär. [Begleitbuch zur Ausstellung des Bundesarchivs]. Hrsg. vom Bundesarchiv, Verlag für Berlin-Brandenburg, Berlin 2006, ISBN 3-86650-077-7.
- mit Christiane Scheidemann: Walther Rathenau. Ernst Freiberger-Stiftung, Berlin 2006, ISBN 978-3-937233-46-8.
- (Hrsg. mit Reinhard Schmook): Schwierige Nachbarn? 300 Jahre deutsch-polnische Nachbarschaft. Vorträge und Diskussionen. Im Auftrag des Landfrauenvereins Mittleres Oderbruch, Verlag für Berlin-Brandenburg, Berlin 2007, ISBN 978-3-86650-420-2.